# Stâna (okręg Satu Mare)
Stâna – wieś w Rumunii, w okręgu Satu Mare, w gminie Socond. W 2011 roku liczyła 1116 mieszkańców.